# Cera de Candelilla
Cera de Candelilla 

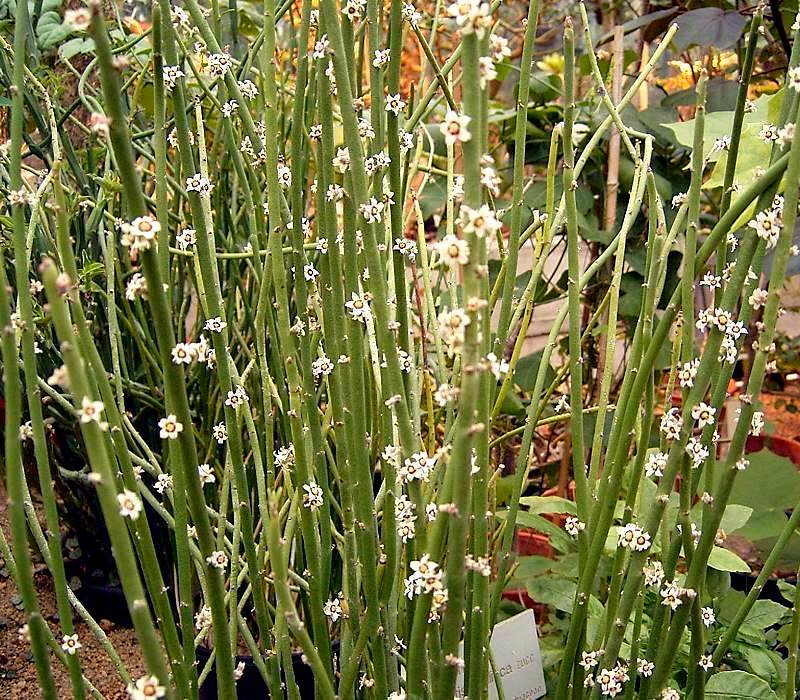
Imagen de la planta Euphorbia antisyphilitica

La cera proviene de la planta Euphorbia antisyphilitica Zucc o Euphorbia cerifera también conocida como planta de candelilla, la planta presenta características muy similares a las de un catos, es dura y quebradiza. Sin refinar la cera tiene un aspecto opaco, dependiendo de la refinación y grado de blanqueado es el color que obtiene y esta puede ser desde café claro hasta amarillo, la cera es insoluble en agua pero altamente soluble en acetona y cloroformo. La planta crece en zonas de clima semi-desértico, se encuentra en mayor abundancia en el desierto de Chihuahua. La producción de esta cera se remontando a los inicios del siglo XX, logrando que la producción de la cera se convirtiera en una de las fuentes económicas más importantes para la zona norte de México en el desierto de Chihuahua, el mayor territorio de este desierto comprende los estados de Coahuila, Zacatecas, San Luis Potosí, Durango y Coahuila y tres estados de Estados Unidos que son Texas, Arizona y Nuevo México.

## Historia
Su descubrimiento y uso se debe a los indígenas del norte de México, quienes extraían cera cruda mediante el calentamiento de los tallos en recipientes de barro y después la mezclaban con colorantes para usarla con fines ornamentales (Romhan,1992; Romhan, 1992a). Algunas versiones indican que en la antigüedad se quemaba para la iluminación, por lo que cumplía con las funciones propias de una vela; también, la utilizaron para tensar arcos, curtir pieles, en preparaciones medicinales contra el dolor de muelas y como laxante. En la época de la colonia española se empleó para elaborar velas, de allí el nombre de candelilla, que significa “vela pequeña”.
Para principios del siglo XX se empezó a comercializar, y en 1905 Connek y Landresc investigan su composición y propiedades. Durante la Segunda Guerra Mundial se incrementó su demanda para impermeabilizar y proteger de los mosquitos las telas de las tiendas de campaña, para cubrir y prevenir el deterioro de algunas partes de los aviones y en la fabricación de explosivos y alcanzó un precio de hasta 1.2 USD kg-1 y México exportó hasta 24, 000 ton año-1 (Domínguez-Lara, 2004; López et al., 2007; IC, 2008). En esos años de guerra, los candelilleros se organizaron para lograr una mejor comercialización, pero al término de ella, el desarrollo de la industria petroquímica afectó de manera significativa el mercado de la candelilla, ya que en muchos de los productos elaborados con su cera se sustituyó con subproductos del petróleo, por ejemplo: los componentes de algunos aparatos electrónicos, bases para pegamentos, recubrimientos y cosméticos. Posteriormente, se incrementó el uso de materias primas naturales en lugar de los derivados del petróleo, por su alto costo (Romahn, 1992; Canales et al., 2006; López et al., 2007; De León-Zapata, 2008).

## Obtención de la planta
Actualmente los métodos para la obtención de la cera siguen siendo muy rudimentarios y arcaicos los cuales son ineficientes, estos métodos siguen sin ser alterados desde el principio de la actividad, representan una baja producción de la cera y un costo muy alto para su producción.
Los candelilleros llevan burros o camiones a las zonas en las que se encuentra la planta en abundancia posteriormente la planta es arrancada manualmente de raíz, algunas veces utilizan un trozo de madera afilado lo que les permite extraer la planta de raíz de una forma más sencilla.
Las plantas antes de su transportación pasan por un proceso en donde el recolector les quita todas sus impurezas como la tierra o piedras para después ser colocadas en pacas de alrededor 20 a 30 kilos y son transportadas a un centro de acopio en donde se llevará a cabo el proceso de extracción de la cera, estos centro de acopio se encuentran a una distancia aproximada de 150 kilómetros partiendo del punto de recolección.
Extracción tradicional de la cera
Comienza con la recolección de la planta de candelilla la cual es arrancada de raíz sin respetar lo establecido en la NOM-018-SEMARNAT-1999 para posteriormente colocar la planta en calderos de hierro llamados “pailas”, con una solución de ácido sulfúrico a una concentración aproximada del 0.3 % (v/v); el ácido sulfúrico utilizado es un desecho de la industria de los fertilizantes, según testimonios de los candelilleros. Un “tercio”, es la unidad de medida equivalente a una “brazada”, es decir, lo que se alcance a tomar entre los dos brazos abiertos; en kilogramos corresponde entre 24 y 32 kg de planta, la variación responde al contenido de humedad de la planta. Cada paila tiene una capacidad de 500 L, allí se introducen ocho “tercios” (192 a 256 kg) de candelilla por extracción o “pailada”. La carga inmersa en la solución agua-ácido se calienta a fuego directo hasta el punto de ebullición de la solución, lo que permite la fusión de la cera y que se desprenda de la planta (De León-Zapata, 2008; Saucedo-Pompa et al., 2009).
El ácido sulfúrico evita que la cera se adhiera a las impurezas y forme una emulsión, la cual podría generarse dadas las condiciones de turbulencia durante el proceso de ebullición. Mediante esta técnica, la cera de candelilla fundida flota en la superficie del agua como espuma, enseguida se retira de la “paila” con utensilios que presentan orificios, denominados “espumaderas”, con las cuales se pasa a tanques de acero, cubetas con agujeros cónicos o a moldes de barro que se colocan a nivel de piso. En cualquiera de los recipientes, la espuma caliente (cera) se separa por decantación, de un licor pardo que precipita hacia el fondo, para posteriormente reciclarse en la “paila” de extracción.
En la parte superior de la “paila”, se forma una capa de fina crema color amarillo, que constituye la cera de candelilla, a la cual se le conoce con el nombre de “cerote”, se retira con la ayuda de las “espumaderas” y se deja enfriar hasta solidificarse, a temperatura ambiente, después se quiebra en pedazos con golpes de martillo y los trozos se refunden en un recipiente cilíndrico de hierro (cortador) con la misma solución ácida con la que se realizó la extracción en la “paila”, a fin de eliminar las impurezas de tierra y materia orgánica, que finalmente se separan por sedimentación. La cera decantada, conocida como “cera de candelilla cruda”, se deja enfriar y solidificar. Para refinar la cera, CENAMEX (2007) indica que es necesario quebrarla, fundirla y filtrarla a través de carbón activado y de algunos otros medios filtrantes. Para el 2005, el precio de la cera de candelilla refinada osciló, en México, entre 36 y 38 pesos el kilogramo y en Italia en 52 pesos los 100 g. Para marzo de 2009, los candelilleros de Cuatrociénegas (Ejido La Vega) vendían la cera de candelilla cruda a los intermediarios en 48 pesos kg-1 pero una vez refinada su valor se incrementa; de tal manera que empresas como Multiceras S.A. de C.V. comercializó la cera refinada a 56 pesos kg-1 (Canales et al., 2006; Multiceras, 2010).

## Composición de la cera de candelilla
| Componentes          | Refinada | Cruda |
| -------------------- | -------- | ----- |
| Ésteres ácidos       | 10       | 0     |
| Diésteres            | 9        | 0     |
| Ácidos libres        | 7        | 7     |
| Alcoholes libres     | 13       | 14    |
| Hidrocarburos        | 46       | 57    |
| Ésteres hidroxilados | 8        | 8     |
| Ésteres simples      | 2        | 21    |

Los datos contenidos están en porcentaje de peso
La cera de candelilla se caracteriza por su alto contenido de hidrocarburos que constituye al 50%, la cera tiene una consistencia pegajosa gracias a su contenido en resinas que constituye a 40% de su peso.

## Usos y aplicaciones de la cera de candelilla
La cera es uno de los productos naturales más usados en la industria, desde la cosmética hasta la electrónica por sus características únicas como: color amarillo transparente, su dureza, su brillo y su fácil digestión sin ser tóxica; ya que es una sustancia generalmente reconocida como segura (GRAS), por la Food and Drugs Administration (FDA). Además, sus características fisicoquímicas, como su punto de fusión, impermeabilidad, su bajo índice de contracción y propiedades dieléctricas le permiten funcionar con eficiencia en el proceso de moldeo de precisión o cera perdida en la industria eléctrica (Canales et al., 2006).
El procesamiento y comercialización de la cera de candelilla, hasta 1992, estuvieron a cargo del Banco Nacional de Crédito Rural, por medio de un fideicomiso; sin embargo ese año, el Poder Ejecutivo lo desapareció y transfirió sus funciones a una empresa denominada Ceras Naturales Mexicanas, S.A. de C.V. (CENAMEX), sociedad mercantil conformada con capital ciento por ciento mexicano y cuyos accionistas eran los seis mil candelilleros del país, representados por 300 grupos. Durante dos años, CENAMEX fue la única empresa que procesaba y vendía la cera en el mundo, pero en 1994, con la firma del Tratado del Libre Comercio para América del Norte (TLCAN) la apertura del mercado y la creación de nuevas empresas nacionales e internacionales la obligaron a ser más competitiva, en relación con la calidad del producto, mientras se incrementaba el precio (CENAMEX, 2007).
A principios del siglo XXI, en el 2006, México produjo 349 ton de ceras naturales con un valor superior a $ 7,677,582. Para el 2007, los principales consumidores fueron: España, Italia, Alemania y China con 85.38 %del total de cera de candelilla; al siguiente año se exportó a Japón, Estados Unidos y Alemania. En la actualidad alrededor de este recurso gira la actividad de más de 3,500 pequeños productores. (IC, 2008; Canales et al., 2006; CENAMEX, 2007).
En la industria de los cosméticos, dadas sus propiedades protectoras, la cera de candelilla es indispensable para una gama importante de formulaciones utilizadas en la producción de lápices labiales, cremas corporales y preparaciones para el cabello. Por ser un buen plastificante y por sus capacidad de retención de aceites esenciales, favorece la preservación de los sabores, se utiliza en la fabricación de goma de mascar. Existen otras aplicaciones que incluyen recubrimientos para cartón y papel, industria de crayones, pinturas, velas de cera, lubricantes, adhesivos, anticorrosivos, fármacos, lubricantes, plásticos, textiles, tintas, anticorrosivos, impermeabilizantes y fuegos artificiales, etc (SEMARNAT, 2008).
La revista Nature publicó en 1941 un artículo de John Whitaker, en el cual mencionaba que la cera de candelilla quizás era el material con el mayor número de aplicaciones comerciales de todas las substancias extraídas de plantas silvestres que crecen en el continente americano. Hoy en día se usa en más de 20 industrias en todo el mundo (FDA, 1982; Kuznesof y Whitehouse, 2007; IC, 2008).